# جون آدامز (مسلسل تلفزيوني)
جون آدامز (بالإنجليزية: John Adams)‏ هو مسلسل أمريكي تم إنتاجه سنة 2008. والمسلسل يحكي عن حياة السياسية للرئيس الثاني للولايات المتحدة الأمريكية ودوره في تأسيس البلاد. پول جياماتي قام بتجسيد دور الرئيس "آدامز في المسلسل. المسلسل كان من إخراج توم هوپر. 
المسلسل التلفزيوني «جون آدامز» مأخوذ من كتاب السيرة الداتية للرئيس «آدامز» للكاتب «ديڤيد مكالوف». المسلسل يتألف من سبعة أقسام لمجموعة "HBO" مابين 16 و 20 مارس 2008.
حصل المسلسل على اربع جوائز "Golden Globe" وثلاتة عشر جوائز "Emmy" أكثر من أي مسلسل تلفزيوني في تاريخ المسلسلات التلفزية الأمريكية.

پول جياماتي: جون آدامز
لورا ليني: أباغيل سميث آدامز
-ستيفن ديلان: توماس جفيرسون
ديڤيد مورس: جورج واشنطن
توم ويلكنسون: بنجامين فرانكلين
رفوس سويل: اليكساندر هاميلتون

## روابط خارجية
- الموقع الرسمي
- جون آدامز على موقع IMDb (الإنجليزية)
- جون آدامز على موقع ميتاكريتيك (الإنجليزية)
- جون آدامز على موقع الموسوعة البريطانية (الإنجليزية)
- جون آدامز على موقع روتن توميتوز (الإنجليزية)
- جون آدامز على موقع أول موفي (الإنجليزية)
- جون آدامز على موقع ليتربوكسد (الإنجليزية)
- جون آدامز على موقع كينوبويسك (الروسية)
- جون آدامز على موقع ألو سيني (الفرنسية)
- جون آدامز على موقع قاعدة بيانات الفيلم (الإنجليزية)